# Парламентские выборы в ЮАР (2019)
Парламентские выборы 2019 года в ЮАР проходили 8 мая одновременно с выборами в провинциальные законодательные собрания. Они стали 6-ми парламентскими выборами со времени окончания апартеида в 1994 году и определят кто будет президентом ЮАР. Африканский национальный конгресс под руководством президента Сирила Рамафосы боролся за сохранение большинства в Национальной ассамблее и своего представителя в кресле президента.
В результате Африканский Национальный Конгресс одержал победу, но уменьшил своё большинство с 62,2 % в 2014 году до 57,5 % в 2019, что оказалось наименьшей долей голосов за партию, начиная с 1994 года. Уровень поддержки Демократического альянса, являющегося официальной оппозицией, снизился с 22,2 % до 20,8 %. Значительно укрепилась ультралевая партия Борцы за экономическую свободу: с 6,4 % до 10,8 % голосов. Африканерский Фронт свободы плюс поднялся с 0,9 % до 2,38 %, что стало наивысшим результатом партии с 1994 года.

## Избирательная система
Нижняя палата парламента ЮАР Национальная ассамблея состоит из 400 членов, избираемых на 5 лет по пропорциональной системе с закрытыми партийными списками. 200 депутатов избираются по национальным партийным спискам, а остальные 200 — по провинциальным спискам. Затем на вновь избранной Национальной ассамблее выбирается президент.
Законодательные собрания провинций варьируют в размере от 30 до 80 депутатов и избираются также по партийным спискам. Премьеры провинций избираются провинциальными собраниями.
Верхняя палата парламента ЮАР Национальный совет провинций состоит из 90 членов, по 10 депутатов от каждой провинции, которые избираются законодательными собраниями соответствующих провинций.

## Результаты
Победу на выборах одержала правящая партия «Африканский национальный конгресс», которая набрала 57,51 % голосов. При этом голосование за границей отметило преимущество оппозиционной партии «Демократический альянс», которая набрала 74,45 % голосов южноафриканцев, проживающих за рубежом.
| Партия                                                            | Партия                                         | Голоса                               | %          | +/−    | Места  | +/−   |     |
| ----------------------------------------------------------------- | ---------------------------------------------- | ------------------------------------ | ---------- | ------ | ------ | ----- | --- |
|                                                                   | Африканский Национальный Конгресс              | 10 026 475                           | 57,50      | ▼ 4,65 | 230    | ▼ 19  |     |
|                                                                   | Демократический альянс                         | 3 621 188                            | 20,77      | ▼ 1,36 | 84     | ▼ 5   |     |
|                                                                   | Борцы за экономическую свободу                 | 1 881 521                            | 10,79      | ▲ 4,44 | 44     | ▲ 19  |     |
|                                                                   | Партия свободы Инката                          | 588 839                              | 3,38       | ▲ 0,98 | 14     | ▲ 4   |     |
|                                                                   | Фронт свободы плюс                             | 414 864                              | 2,38       | ▲ 1,48 | 10     | ▲ 6   |     |
|                                                                   | Африканская христианско-демократическая партия | 146 262                              | 0,84       | ▲ 0,27 | 4      | ▲ 1   |     |
|                                                                   | Объединённое демократическое движение          | 78 030                               | 0,45       | ▼ 0,55 | 2      | ▼ 2   |     |
|                                                                   | Африканское трансформирующее движение          | 76 830                               | 0,44       | новая  | 2      | новая |     |
|                                                                   | «Гуд»                                          | 70 408                               | 0,40       | новая  | 2      | новая |     |
|                                                                   | Национальная партия свободы                    | 61 220                               | 0,35       | ▼ 1,22 | 2      | ▼ 4   |     |
|                                                                   | Африканский независимый конгресс               | 48 107                               | 0,28       | ▼ 0,25 | 2      | ▼ 1   |     |
|                                                                   | Народный конгресс                              | 47 461                               | 0,27       | ▼ 0,40 | 2      | ▼ 1   |     |
|                                                                   | Панафриканский конгресс Азании                 | 32 677                               | 0,18       | ▼ 0,02 | 1      | ▬ 0   |     |
|                                                                   | Аль Джамаа                                     | 31 468                               | 0,18       | ▼ 0,04 | 1      | ▼ 1   |     |
|                                                                   | Африканский конгресс безопасности              | 26 263                               | 0,15       | новая  | 0      | новая |     |
|                                                                   | Социалистическая революционная рабочая партия  | 24 439                               | 0,14       | новая  | 0      | новая |     |
|                                                                   | Black First Land First                         | 19 796                               | 0,11       | новая  | 0      | новая |     |
|                                                                   | Африканский народный конгресс                  | 19 593                               | 0,11       | ▼ 0,06 | 0      | ▼ 1   |     |
|                                                                   | Африканский альянс социал-демикратов           | 18 834                               | 0,11       | новая  | 0      | новая |     |
|                                                                   | Капиталистическая партия Южной Африки          | 15 915                               | 0,09       | новая  | 0      | новая |     |
|                                                                   | Альянс за всеобщую трансформацию               | 14 266                               | 0,08       | новая  | 0      | новая |     |
|                                                                   | Аганг                                          | 13 856                               | 0,08       | ▼ 0.20 | 0      | ▼ 2   |     |
|                                                                   | Прочие (26 партий)                             | 155 832                              | 0,89       |        | 0      |       |     |
| Всего                                                             | Всего                                          | Всего                                | 17 436 144 | 100,00 | 100,00 | 400   | 400 |
|                                                                   |                                                |                                      |            |        |        |       |     |
| Действительных бюллетеней                                         | Действительных бюллетеней                      | Действительных бюллетеней            | 17 436 144 | 98,67  |        |       |     |
| Недействительных бюллетеней                                       | Недействительных бюллетеней                    | Недействительных бюллетеней          | 235 472    | 1,33   |        |       |     |
| Всего голосов                                                     | Всего голосов                                  | Всего голосов                        | 17 671 616 | 100,00 |        |       |     |
| Зарегистрированных избирателей/ Явка                              | Зарегистрированных избирателей/ Явка           | Зарегистрированных избирателей/ Явка | 26 779 025 | 65,99  |        |       |     |
| Источник: IEC Архивная копия от 19 января 2020 на Wayback Machine |                                                |                                      |            |        |        |       |     |